# Campionati del mondo di trail running
I campionati del mondo di trail running (nome ufficiale in inglese IAU Trail World Championships) sono una competizione sportiva internazionale di trail running, organizzata dalla International Association of Ultrarunners.
La prima edizione si tenne nel 2007 a Huntsville, negli Stati Uniti d'America; fino al 2015 l'evento era a cadenza biennale, per poi passare a cadenza annuale dal 2016.

## Edizioni
| Edizione | Anno | Città                 | Nazione     | Data       | Distanza |
| -------- | ---- | --------------------- | ----------- | ---------- | -------- |
| 1        | 2007 | Huntsville            | Stati Uniti | 8 dicembre | 80,5 km  |
| 2        | 2009 | Serre Chevalier       | Francia     | 12 luglio  | 68 km    |
| 3        | 2011 | Connemara             | Irlanda     | 9 luglio   | 71,5 km  |
| 4        | 2013 | Llanrwst              | Regno Unito | 6 luglio   | 75 km    |
| 5        | 2015 | Annecy-le-Vieux       | Francia     | 30 maggio  | 84 km    |
| 6        | 2016 | Braga                 | Portogallo  | 29 ottobre | 85 km    |
| 7        | 2017 | Badia Prataglia       | Italia      | 10 giugno  | 50 km    |
| 8        | 2018 | Castellón de la Plana | Spagna      | 12 maggio  | 85,3 km  |
| 9        | 2019 | Miranda do Corvo      | Portogallo  | 8 giugno   | 44,2 km  |

## Medagliati

### Gara maschile
| Anno | Oro                   | Argento               | Bronzo             |
| ---- | --------------------- | --------------------- | ------------------ |
| 2007 | Jarosław Janicki      | Marc Vanderlinden     | José Azevedo       |
| 2009 | Thomas Lorblanchet    | Dachhiri Sherpa       | Matthias Dippacher |
| 2011 | Erik Clavery          | Jason Loutitt         | Patrick Bringer    |
| 2013 | Ricky Lightfoot       | Florian Neuschwander  | Julien Rancon      |
| 2015 | Sylvain Court         | Luis Alberto Hernando | Patrick Bringer    |
| 2016 | Luis Alberto Hernando | Nicolas Martin        | Sylvain Court      |
| 2017 | Luis Alberto Hernando | Cristofer Clemente    | Cédric Fleureton   |
| 2018 | Luis Alberto Hernando | Cristofer Clemente    | Tom Evans          |
| 2019 | Jonathan Albon        | Julien Rancon         | Christian Mathys   |

### Gara femminile
| Anno | Oro                 | Argento           | Bronzo              |
| ---- | ------------------- | ----------------- | ------------------- |
| 2007 | Norimi Sakurai      | Helena Crossan    | Adela Salt          |
| 2009 | Cecilia Mora        | Angela Mudge      | Lizzy Hawker        |
| 2011 | Maud Gobert         | Cecilia Mora      | Lucy Colquhoun      |
| 2013 | Nathalie Mauclair   | Aurélia Truel     | Maria Chiara Parigi |
| 2015 | Nathalie Mauclair   | Caroline Chaverot | Maite Maiora        |
| 2016 | Caroline Chaverot   | Azara García      | Ragna Debats        |
| 2017 | Adeline Roche       | Amandine Ferrato  | Silvia Rampazzo     |
| 2018 | Ragna Debats        | Laia Cañes        | Claire Mougel       |
| 2019 | Blandine L'Hirondel | Ruth Croft        | Sheila Avilés       |